# Ceylalictus nanensis
Ceylalictus nanensis är en biart som först beskrevs av Cockerell 1929.  Ceylalictus nanensis ingår i släktet Ceylalictus och familjen vägbin. Inga underarter finns listade i Catalogue of Life.